# Hnúšťa
Hnúšťa é uma cidade da Eslováquia, situada no distrito de Rimavská Sobota, na região de Banská Bystrica. Tem 68,05 km² de área e sua população em 2018 foi estimada em 7.455 habitantes.

## Demografia
| Ano:        | 1994 | 2004   | 2014   | 2024    |
| ----------- | ---- | ------ | ------ | ------- |
| Broj ljudi: | 7455 | 7558   | 7676   | 6436    |
| Razlika:    |      | +1,38% | +1,56% | -16,15% |

| Ano:               | 2023 | 2024   |
| ------------------ | ---- | ------ |
| Número de pessoas: | 6504 | 6436   |
| Diferença:         |      | -1,04% |